# Carl Barus
Carl Barus (Cincinnati, 19 febbraio 1856 – Providence, 20 settembre 1935) è stato un fisico statunitense.
Figura centrale della comunità emergente della fisica negli Stati Uniti di fine Ottocento, fondò l'American Physical Society, di cui fu il quarto presidente dal 1905 al 1906.

## Biografia
Figlio di immigrati tedeschi, Carl Barus studiò sia in lingua inglese che in lingua tedesca. Alla Woodward High School fu compagno di classe di William Howard Taft, futuro presidente degli Stati Uniti d'America. In gioventù imparò a maneggiare utensili meccanici in un negozio di idraulica del suo quartiere, dove imparò anche da solo a temprare l'acciaio seguendo le istruzioni in un libro di testo di chimica scritto in tedesco.
Nel 1874 si iscrisse alla Columbia School of Mines, che abbandonò dopo due anni per proseguire gli studi in fisica presso l'Università di Würzburg, in Germania. Qui nel 1879 conseguì un dottorato con una dissertazione sulla conduttività elettrica e sulle proprietà termoelettriche dell'acciaio in relazione alla durezza. Tornato in patria, fu assunto da Clarence King come fisico per l'U.S. Geological Survey. Inizialmente intraprese delle indagini nelle zone minerarie del Nevada per localizzare depositi di minerali sotterranei misurando i potenziali elettrici in superficie, poi negli anni seguenti si dedicò agli esperimenti in laboratorio riguardo alle misurazioni delle alte pressioni e temperature. Per via dei suoi innovativi traguardi, nel 1890 venne eletto all'American Academy of Arts and Sciences (che gli conferì la Medaglia Rumford nel 1900), alla National Academy of Sciences nel 1892 e nel 1898 fu nominato membro onorario della Royal Institution.
Svolse le sue ricerche anche al Weather Bureau e alla Smithsonian Institution. Le sue indagini sui raggi X nella camera a nebbia interessarono Ernest Rutherford, ma suscitarono anche dure critiche da parte di Charles Thomson Rees Wilson. Barus abbandonò presto questa linea di ricerca per concentrarsi sulla costruzione di un interferometro di spostamento. Con un'analisi attenta dei modelli di interferenza ottica, Barus fu in grado di effettuare misurazioni sensibili di fenomeni fisici che coinvolgevano piccoli spostamenti. Fino al 1926 insegnò fisica all'Università Brown, della cui scuola di specializzazione fu anche preside.

## Vita privata
Nel 1887 Barus sposò la riformatrice sociale Annie Gertrude Howes. La coppia ebbe due figli.